# Campionati europei di maratona canoa/kayak 2017
I Campionati europei di maratona canoa/kayak 2017 sono stati la 14ª edizione della competizione continentale. Si sono svolti a Ponte de Lima, in Portogallo. dal 28 giugno al 2 luglio 2017.

## Medagliere
| Pos.   | Paese         | Oro | Argento | Bronzo | Totale |
| ------ | ------------- | --- | ------- | ------ | ------ |
| 1      | Ungheria      | 4   | 4       | 1      | 9      |
| 2      | Spagna        | 1   | 2       | 5      | 8      |
| 3      | Portogallo    | 1   | 0       | 0      | 1      |
| 3      | Ucraina       | 1   | 0       | 0      | 1      |
| 5      | Gran Bretagna | 0   | 1       | 0      | 1      |
| 7      | Francia       | 0   | 0       | 1      | 1      |
| Totale | Totale        | 7   | 7       | 7      | 21     |

## Podi

### Uomini
| Evento    | Oro                                              | Perform. | Argento                                     | Perform  | Bronzo                                 | Perform. |
| Canoa C-1 | Márton Kövér                                     | 2h08'38" | Manuel Antonio Campos                       | 2h08'48" | Manuel Garrido                         | 2h09'44" |
| Canoa C-2 | Spagna José Manuel Sánchez Manuel Antonio Campos | 1h09'30" | Ungheria Ádám Dócze Márton Kövér            | 1h59'32" | Spagna Óscar Graña Ramón Ferro         | 2h01'19" |
| Kayak K-1 | José Ramalho                                     | 2h11'54" | Adrián Boros                                | 2h11'55" | Quentin Urban                          | 2h11'56" |
| Kayak K-2 | Ungheria Adrián Boros László Solti               | 2h00'14" | Spagna Álvaro Fernández Fiuza Walter Bouzan | 2h00'15" | Spagna Luís Amado Pérez Miguel Llorens | 2h00'16" |

### Donne
| Evento    | Oro                                 | Punti       | Argento                           | Punti       | Bronzo                                       | Punti    |
| Canoa C-1 | Liudmyla Babak                      | 1h48'32"    | Fruzsina Miskolczi                | 1h52'00"    | Jenifer Casal                                | 1h54'32" |
| Kayak K-1 | Renata Csay                         | 2h03'15",45 | Lani Belcher                      | 2h03'15",47 | Vanda Kiszli                                 | 2h03'39" |
| Kayak K-2 | Ungheria Renata Csay Alexandra Bara | 1h56'55"    | Ungheria Lili Katona Eniko Váczai | 1h57'28"    | Spagna Aurora Figueras Palomeras Eva Barrios | 1h58'41" |